# Анолисовые
Анолисовые (лат. Polychrotidae) — семейство игуанообразных ящериц, встречающихся на юге США, в Центральной и Южной Америке, а также на островах Карибского бассейна.

## Описание
Анолисовые являются относительно маленькими и стройными ящерицами, как правило зелёного или бурого цвета. Их длинные пальцы, как и у гекконов, оснащены цепкими пластинками, помогающими им передвигаться по гладким вертикальным поверхностям. Самцы большинства видов анолисов обладают ярко окрашенным горловым мешком, который они могут выпячивать с помощью движений подъязычной кости. Особую роль он играет в привлечении самок брачный период, а также для отпугивания соперников. Существуют виды с менее выраженным наростом, умеющие издавать звуки и даже общаться с сородичами.Все анолисы умеют менять цвет в зависимости от настроения и других факторов. Почти все анолисы питаются насекомыми, а у гребнистого анолиса (Anolis cristatellus) наблюдалось поедание фруктов.

## Систематика
На конец 2011 года в семействе насчитывался 391 вид, которые составляют 2 рода:
| Латинское название | Русское название                  | Количество видов |
| ------------------ | --------------------------------- | ---------------- |
| Anolis             | анолисы                           | 384              |
| Polychrus          | полихрусы, или длинноногие игуаны | 7                |

Ранее роды современного семейства Polychrotidae рассматривались в составе игуановых в качестве подсемейства. В 1989 году учёные Фрост и Этеридж выделили их в самостоятельное семейство. В 2004 году они же выделили шесть южноамериканских родов в новое семейство Leiosauridae.

## Изучение
В 2011 году впервые был полностью расшифрован геном пресмыкающегося — ящерицы североамериканский красногорлый анолис (Anolis carolinensis). Расшифровка её генома прояснила эволюцию позвоночных, а также помогла получить ответы на некоторые вопросы, связанные с выходом жизни на сушу..

## Галерея

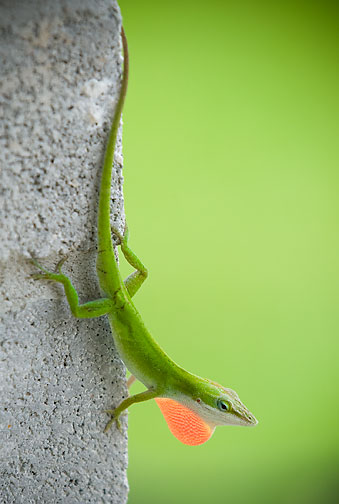
Североамериканский красногорлый анолис (Anolis carolinensis)
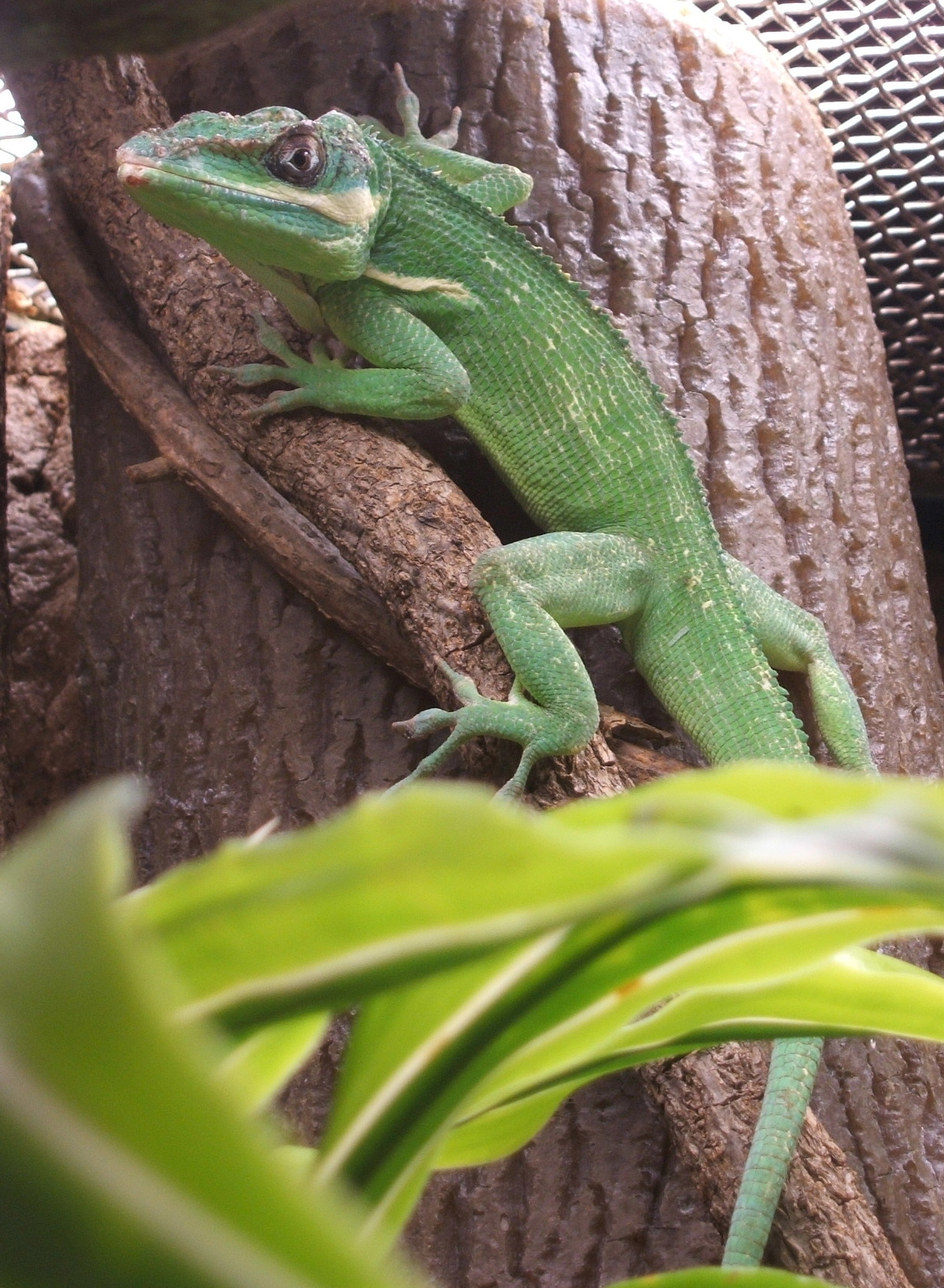
Анолис-рыцарь (Anolis equestris)
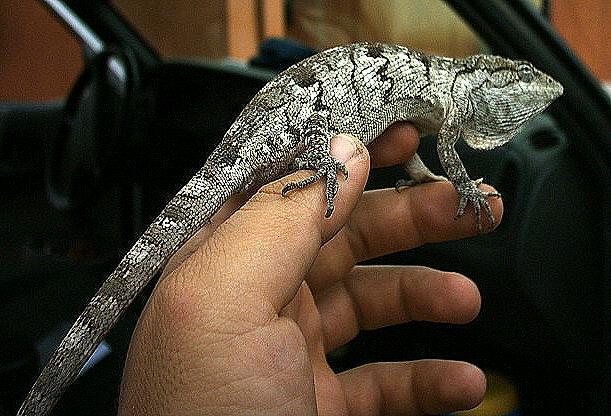
Polychrus acutirostris